# Zimiris doriae
Espèce
Synonymes
- Zimiris indica Simon, 1884
- Zimiris mammillana Thorell, 1890
- Zimiris griseus Banks, 1898
- Zimiris guianensis Dalmas, 1919
- Neozimiris platnicki Alayón, 1992

Zimiris doriae est une espèce d'araignées aranéomorphes de la famille des Prodidomidae.

## Distribution
Cette espèce se rencontre au Yémen, en Iran, au Pakistan, en Inde, en Érythrée, au Soudan et en Côte d'Ivoire.
Elle a été introduite au Mexique, aux Antilles, au Venezuela, en Guyane, au Brésil, en Indonésie, en Malaisie, sur l'île de l'Ascension et en Allemagne. Elle est circumtropicale par introduction.

## Description
La femelle subadulte holotype mesure 5 mm.
Le mâle décrit par Platnick et Penney en 2004 mesure 3,0 mm et la femelle 3,5 mm.

## Systématique et taxinomie
Cette espèce a été décrite par Simon en 1882.
Zimiris indica a été placée en synonymie par Brignoli en 1979.
Zimiris mammillana, Zimiris griseus, Zimiris guianensis et Neozimiris platnicki ont été placées en synonymie par Platnick et Penney en 2004.

## Étymologie
Cette espèce est nommée en l'honneur de Giacomo Doria.

## Publication originale
- Simon, 1882 : « Étude sur les arachnides de l'Yemen méridional. Viaggio ad Assab nel Mar Rosso, dei signori G. Doria ed O. Beccari con il R. Aviso "Esploratore" dal 16 novembre 1879 al 26 Febbraio 1880. » Annali del Museo Civico di Storia Naturale di Genova, vol. 18, p. 207-260 (texte intégral).